# Yinon Yahel
Yinon Yahel (Tel Aviv, 26 de agosto de 1978) es un DJ y productor musical israelí.

## Inicios
Inició su carrera musical a mediados de los años 90. Fue teclista de una conocida banda Israelí llamada "Eman". Debido al éxito que representó la banda de rock en Israel, Yinon ganó respeto y comenzó a afincarse y obtener un rol significativo como DJ, talento reconocible que le llevó a trabajar con productores musicales de su país.
Pronto a partir del 2000, Yinon se convierte en un conocido productor en Israel. Al mismo tiempo comienza a trabajar con el conocido internacionalmente DJ israelí Offer Nissim. Igualmente trabaja con la cantante Maya Simantov y se convierte en uno de los referentes de la movida electrónica en Israel.

## Discografía
- - "First Time" by Offer Nissim feat. Maya
  - “Searching” by Offer Nissim
  - “Forever Tel Aviv” by Offer Nissim
  - “Happy People - Summer Edition” by Offer Nissim
  - “Happy People - Winter Edition” by Offer Nissim

## Canciones
2002
- - "Beautiful Eyes" by Ivri Lider

2003
- - "Thats the way I Like it" by Offer Nissim ft. Maya

2004
- - "Alone" by Offer Nissim ft. Maya
  - "Anything" by Offer Nissim ft. Maya
  - "Searching" by Offer Nissim ft. Maya
  - "Only You" by Offer Nissim ft. Maya
  - "Boys" by Ivri Lider & Henree (remix)
  - "Cindarella Rockefella" by Intermission
  - "I Want More" by Amuka
  - "Such a Shame" by Talk Talk
  - "Easy as Life" by Deborah Cox (Remix)
  - "Home" by Suzanne Palmer
  - "The Wonder of it All" by Kristine W.
  - "Live yoU all Over" by Deborah Cooper

2005
- - "Rain" by Offer Nissim ft. Maya
  - "Fascinated" by Suzanne Palmer (Remix)
  - "Twisted" by (Club 69 Remixes)
  - "Something About You" by Tony Moran
  - "Jerusalem of Gold" by Rita (Remix)
  - "Power of Love" by Donna Summer (Remix)
  - "Im Nin'Alu" by Madonna vs Ofra Haza (Remix)
  - "Heartbreaking" by Offer Nissim ft. Maya
  - "On My Own" by Offer Nissim ft. Maya
  - "Kol ha Olam" by Offer Nissim ft. Maya
  - "First Time" by Offer Nissim ft. Maya
  - "Summer Night City" by Offer Nissim ft. Maya

2006
- - "Jump" by Madonna (Remix)
  - "Free My Love" by Suzanne Palmer (Remix)
  - "Nights in White Satin" by Ivri Lider (Remix)
  - "Keep the Faith" by Suzanne Palmer (Remix)
  - "Hurt" by Christina Aguilera (Remix)
  - "SOS" by ABBA (Remix)

2007
- - "Eye Can See U" by Suzanne Palmer
  - "Another Cha Cha" by Offer Nissim
  - "Candy Man" by Christina Aguilera (Remix)
  - "Que Hiciste" by Jennifer Lopez (Remix)
  - "Appreciate Me at Night" by Amuka(Remix)
  - "Everybody Dance" by Deborah Cox (Remix)
  - "La Passione" by Shirley Bassey (Remix)
  - "Change" by Offer Nissim
  - "Joe Le Taxi" by Vanessa Paradise (Remix)
  - "Manureva '07" by Offer Nissim pres. Alain Chamfort
  - "One Night Only" by Beyonce (Remix)
  - "Deja Vu" by Beyonce (Remix)
  - "Eastern Drums" by Offer Nissim pres. Fairuz
  - "Be Alright " by Kristine W. (Remix)
  - "For Your Love" by Offer Nissim ft. Maya
  - "Be My Boyfriend" by Offer Nissim ft. Maya
  - "Perfect Love" by Offer Nissim ft. Maya
  - "Wish you were Here" by Offer Nissim ft. Maya
  - "I'm in Love" by Offer Nissim ft. Maya
  - "Always" by Amir Fay Gutman

2008
- - "Love" by Offer Nissim ft. Maya
  - "Happy People" by Offer Nissim ft. Maya
  - "Why" by Offer Nissim ft. Maya

2009
- - "Illusion " by Offer Nissim ft. Maya
  - "Hook Up " by Offer Nissim ft. Maya
  - "You'll Never Know" by Offer Nissim ft. Maya
  - "Beautiful You Are" by Deborah Cox

## Selected production and songwriting credits

### Songs
2005
- - "Love" by Rockell (Remix)
  - "Rain" by Offer Nissim feat. Maya (Remix)

2006
- - "I See Your Face" by Kandita
  - "Beatzzz" by Yinon Yahel

2008
- - "Dr. Love" by Donnie Klang
  - "Just a Rolling Stone" by Donnie Klang
  - "Take You There" by Donnie Klang
  - "My House" Cassie
  - "The Declaration" by Ashanti
  - "She Can't Love You" Danity Kane
  - "Shine" by Yinon Yahel feat. Jesse Labelle
  - "More Beatzzz" by Yinon Yahel
  - "Zeh Sheh Shomer Alay" by Sarit Hadad

2009
- - "Bringing you Home" ft Maya Simantov
  - "I'm Moving along" ft Maya Simantov
  - "Beautiful U R (Remix)" by Deborah Cox
  - "Hook Up" Offer Nissim feat Maya (Remix)
  - "Wish you were here" by Offer Nissim feat Maya (Remix)
  - "I Feel the Music" by Yinon Yahel
  - "Dramatic Beatzzz" by Yinon Yahel
  - "Around" by Yinon Yahel
  - "Love U" by Yinon Yahel
  - "Animal" by Yinon Yahel
  - "I Just Died in your Arms" by Yinon Yahel

2010
- - "Trumpet Boy Disturbia" by Yinon Yahel
  - "Bishvilech" Maya Simantov & Lior Narkis (Yinon Yahel Remix)
  - "JOYRIDE" - Yinon Yahel presents NYE DJ SET
  - "White Is Pure" - Yinon Yahel presents DJ SET